# Viento del este sobre Weehawken
Viento del este sobre Weehawjken (en el original en inglés, East Wind Over Weehawken) es una pintura al óleo sobre lienzo de 1934 del pintor realista estadounidense Edward Hopper. Estuvo en la colección de la Academia de Bellas Artes de Pensilvania en Estados Unidos desde 1952 hasta su venta a un comprador anónimo en diciembre de 2013. Esa venta supuso un precio récord para un Hopper.

## Descripción
Se trata de una vista callejera de una "colección curiosamente desigual de cuatro casas"  representada en tonos oscuros y terrosos. Incluye la casa con techo a dos aguas ubicada en 1001 Boulevard East en la esquina de 49th Street en Weehawken, Nueva Jersey, y fue pintada durante la Gran Depresión. No hay figuras humanas, excepto un grupo de personas al fondo a la izquierda. La difícil situación económica del barrio sale a la luz ante un cartel de aviso de venta de propiedad y el césped crecido y descuidado de los jardines.
La obra fue creada durante el invierno de 1934. Hopper escribe en su poema sobre esta pintura que "sólo la hierba, la hierba muerta sin cortar, muestra dónde está el viento".
La vista de la calle Weehawken permanece prácticamente sin cambios. En 2013, la residente de Weehawken y comediante Susie Felber encargó una nueva versión moderna de la pintura para recaudar dinero para la PTPO de Weehawken (una asociación de padres y maestros). La nueva versión, creada por el pintor Stephen Gardner, residente en Brooklyn, representa la escena tal como era ahora, con flores y antenas parabólicas, y en tonos más claros y una perspectiva más baja. La pintura derivada de Gardner fue comprada en eBay por 510 dólares por la programadora informática Ligia Builes, propietaria de la casa representada en la pintura. 

## Procedencia
Hopper realizó al menos ocho bocetos para la pintura que entregó a su galerista Frank K. M. Rehn en abril de 1934.  Los estudios forman parte de la colección del Museo Whitney al que Hopper, antes de morir, decidió dejar su obra no vendida.
Viento del este sobre Weehawken se incluyó en la retrospectiva Hopper de 1950 en el Whitney (Nueva York), el Museo de Bellas Artes (Boston) y el Instituto de Artes de Detroit mientras aún estaba en posesión de las Frank K. M. Rehn Galleries. Fue adquirida por la Academia de Bellas Artes de Pensilvania directamente de la galería en 1952, quince años antes de la muerte del pintor, a un precio muy bajo. 
En 2013, la Academia de Pensilvania puso el cuadro a la venta con la esperanza de recaudar los 22–28 millones de dólares en que estaba valorado, que pretendía utilizar para establecer una dotación. Aproximadamente el veinticinco por ciento del fondo se destinaría a cubrir las carencias de la colección de arte histórico. El resto se destinaría a nuevas inversiones en arte contemporáneo de valor indeterminado, con la esperanza de un aumento considerable en el futuro. 
El cuadro se vendió por 36 millones de dólares (40,5 millones de dólares con honorarios) en Christie's de Nueva York a un postor telefónico anónimo. Este fue un récord para una obra de Hopper hasta la venta de Chop Suey por casi 92 millones de dólares en 2018. El récord anterior, correspondiente a Ventana del hotel, vendida en 2009, fue de 26,9 millones de dólares.